# Пісня розбійника
«Пісня розбійника» (англ. «The Rogue Song») — американський романтичний мюзикл режисера Лайонела Беррімора 1930 року.

## Сюжет
Metro-Goldwyn-Mayer рекламував «Пісню розбійника» як «найвидатнішу оперету», оскільки в ній кіноглядачам була представлена одна з найяскравіших зірок Метрополітен-Опери – Лоуренс Тіббет  (1896–1960). Сюжет стрічки, як його викладено у книзі Едвіна М. Бредлі (англ. Edwin M. Bradley). The First Hollywood Musicals: A Critical Filmography of 171 Features, 1927 Through 1932 (p.179–182),  яскраво ілюструє ідіоматичний вислів «развесистая клюква».
Лоуренс Тіббет виконує роль Єгора, відважного ватажка кавказьких розбійників, що кидає виклик козакам в царській Росії. Його девіз: «Жодна хороша людина не вмирає у ліжку».  
У готелі увагу Єгора привертає прекрасна княгиня Віра (Кетрін Дейл Оуен), що сама зачарована його співом «Любов, як птиця на крилах». Єгор відкидає аванси супутниці Віри, графині Тетяни (Джудіт Восселлі), яка у відповідь йому мститься, зрадивши розбійника козакам. Єгору за допомогою Віри вдається втекти, але її брат, отаман козаків князь Сергій (Ульріх Гаупт), викрадає і гвалтує сестру Єгора Надю (Флоренс Лейк), що доводить її до самогубства. 
Єгор проникає в палац, де до смерті душить Сергія, а потім викрадає Віру, забираючи її в свій гірський притулок, де співає їй про свою палку любов «Коли я дивлюся на тебе». Все ще засмучена смертю брата, Віра підбурює Хасана (Воллес МакДональд), заступника Єгора, і прагне  обернути його проти ватажка. Остаточно ж Віра перемагає, коли однієї бурхливої ночі Єгор забирає княгиню в свій намет... 
Пізніше Хасан зраджує Єгора й виказує його козакам. У місті Карс розбійника схопили і нещадно випороли, але, перемагаючи біль, він співає «Батіг», стверджуючи свою любов до Віри. Потім вона заспокоїть Єгора в його камері, але це буде прощання. Єгор, якого його люди вважають загиблим, втікає в гори та знає, що ніколи не забуде свою заборонену любов.

## У ролях
- Лоуренс Тіббетт — Єгор
- Катрін Дейл Оуен — княжна Віра
- Ненс О’Ніл — княжна Олександра
- Джудіт Восселлі — Тетяна
- Улльріх Хаупт — князь Сергій
- Ельза Альсен — мати Єгора
- Флоренс Лейк — Надя
- Лайонел Бельмор — Осман
- Воллес МакДональд — Хасан
- Кейт Прайс — Пельровна
- Кьюпі Морган — Фролов